# CHARCOAL FILTER
CHARCOAL FILTER（チャコールフィルター）は、小名川高弘・大塚雄三・安井佑輝・高野真太郎からなる4ピースロックバンド。所属事務所はPOWERPOP & Co.で、最終所属レコード会社は日本クラウン。2002年から2004年までは亀田誠治にプロデュースされていた。
2007年7月解散。
主な略称はチャコフィル。「チャコ」と略されることもあるが、メンバーはそれをあまり好んでおらず、「チャコフィル」のみを用いている。略記はCFで、ロゴなどにも用いられている。

## 概略
小名川のみ千葉県出身で、他の3人は東京都出身。全員が横浜市港北区にある私立高校、慶應義塾高等学校の同級生。1995年に小名川・安井・高野でバンドを結成し、Green Dayのコピーを中心に活動を始める。1996年に大塚が加入し、以降一度もメンバーチェンジすることなく2007年7月解散を迎える。メンバー全員、これが初めて組んだバンドであることから、大塚は「バージンで結婚しちゃったようなバンド」と表現している。
結成当初のバンド名は「Selfish」だったが、プロに同名のバンドがいることを知り、「Sweet dog」に改名（候補としてはその他に「Easy Chair」、「Chopstick」などがあった）。その後、高野がサポートしているバンドが「チャコールフィルター」と名乗っていることを知った大塚が、「チャコフィル」という略称を気に入り、彼らの了承を得た上でバンド名を譲り受け、「CHARCOAL FILTER」となる。英字表記のみならず、片仮名表記もテレビや雑誌、メンバーのサインなどで頻繁に使用され、正式表記に準ずるものとなっている。片仮名では「チャコールフィルター」と続けて書くのが正式であり、中黒（・）は付けない。また、英字で表記する場合は全て大文字で表記するのが正式だが、グッズなどではデザイン上"Charcoal Filter"としているものもある。
1999年に「I start again」でデビュー。8thシングル「Brand-New Myself 〜僕にできること」が20万枚を超える大ヒットとなり、同曲を含む3rdアルバム『MADE IN Hi-High』ではオリコンチャート初登場6位を記録。2003年には学祭最多出演バンドに輝き、47都道府県制覇も2度達成するなど、数多くのライヴをこなしている。また、「Brand-New Myself 〜僕にできること」のPV撮影は、私立武蔵野東小学校で行われた。
デビュー直後、他県に先駆けて福岡県で人気に火がついたため、福岡出身バンドと間違われることも多い。 2001年には福岡のファンへの感謝の意を込めて、九州限定販売のレーベルbariyoka.comから、「絆」というシングルを発売した。この曲は福岡のライヴでのみ歌われていた。
オフィシャルファンクラブは「Team PHILTER」（PHILTERは「媚薬・惚れ薬」の意でFILTERと同音）で、安井が隊長を務めていた。

## メンバー
ソロ活動やプロフィール、エピソードなどはそれぞれの項目を参照
- 小名川高弘 (こながわ たかひろ、1979年11月30日 - )：リーダー、ギター
- 大塚雄三 (おおつか ゆうぞう、1979年8月27日 - )：ヴォーカル
- 安井佑輝 (やすい ゆうき、1980年3月5日 - )：ベース
- 高野真太郎 (たかの しんたろう、1979年10月20日 - )：ドラム

## 曲のクレジット

### 作詞
大半が大塚雄三によるものである。一部他のメンバーによる単独、メンバー2人もしくはメンバー全員による共作もある。

### 作曲
初期の作品は4人で手掛けたものが多い。シングル「卒業」からはメンバー単独、メンバー2人での共作が増えた。単独では小名川と安井の楽曲が多く、高野の楽曲は非常に少ない。大塚による楽曲も少ないが、最大のヒットシングル「Brand-New Myself ～僕にできること」を手掛けている。

### 編曲
初期はメンバーのみで手掛けたものが多い。シングル「はじけよう」では林部直樹、シングル「孤独な太陽」とアルバム『PANIC POP』では土方隆行、シングル「卒業」からアルバム『CHARCOAL FILTER』までは亀田誠治がアレンジとプロデュースで参加している。アルバム『心の来た道』からは再びメンバーのみで手掛けている。
ラストアルバム『素晴らしい日々へ』では、メンバーそれぞれが単独で作詞・作曲・編曲を手掛けた曲が1曲ずつ収録されている。

## 略歴
1995年
- 吹奏楽部員同士の小名川・安井・高野でバンド結成。

1996年
- 春に大塚が加入し、学園祭にて初ライヴ。
- 大塚の家に全員で泊り込み、初オリジナル曲を作る。

1997年
- 吉祥寺ZeNにて、初有料ライヴを行う。
- 「Teen's Music Festival」に初出場を果たす。
- ラジオに初出演を果たし、オリジナル曲のデモテープが電波に乗る。

1998年
- メジャーデビューを目指し、渋谷CYCLONEを中心にライヴを多数行う。

1999年
- 所属事務所であるPOWERPOP & Co.と契約。プロとしての活動が始まる。
- ニューヨークにて2週間かけ、デビュー曲など数曲をレコーディング。
- 8月1日に1,000枚限定生産のインディーズ盤『Gimme a light』をライヴ会場で販売開始。
- 9月17日に『Gimme a light』を全国レコード店で発売。
- 11月1日にPOWERPOP RECORDS.COMからシングル「I start again」でメジャーデビュー。

2000年
- 2nd シングル「Life goes on」発売。
- 3rd シングル「Don't miss it」発売。タイアップされた大塚ベバレジマッチのCMにメンバー自ら出演。
- 4th シングル「Tightrope」、1stアルバム『Spiky』同時発売。
- 初のワンマンライヴ"Spiky night"を東京・福岡にて行う。

2001年
- インディーズレーベルbariyoka.comより、九州限定でシングル「絆」発売。
- 日本コロムビアに移籍。5thシングル「はじけよう」発売。
- 6thシングル「孤独な太陽」発売。
- 2ndアルバム『PANIC POP』発売。

2002年
- 亀田誠治をプロデューサーに迎え、7thシングル「卒業」発売。
- 8thシングル「Brand-New Myself ～僕にできること」発売。オリコンチャート16位、20万枚を超えるヒットとなる。
- 主題歌・挿入歌がタイアップされ、メンバーも出演した映画『BOM!』が公開される。
- 「Happy hungry days」がケンタッキーフライドチキンCM曲となる。
- 3rdアルバム『MADE IN Hi-High』発売。オリコン初登場6位を記録。
- オフィシャルファンクラブ「Team PHILTER」発足。
- 9thシングル「White winter song」発売。オリコン19位を記録。

2003年
- 1st DVD & VHS『CHARCOAL FILTER MEN SOUL』発売。
- 4月5日に日比谷野外大音楽堂にて"わくわくチャコールフェア2003"を開催。以降、春の恒例イベントになる。
- WARNER MUSIC JAPANに移籍。10thシングル「やさしさライセンス/BY MY SIDE」発売。
- ベストアルバム『C☆BEST+ Flying Hi-High』発売。
- 初のホールツアー"Hallin' Love"（全7公演）を行う。
- 11thシングル「虹」発売。
- メンバー全員で富士山登頂を果たす。
- ニッポン放送主催イベント「こんなのアリ～な!? アマゾン」に出演。
- 4thアルバム『HAPPY SET』発売。
- 学園祭ツアー"school party tour “KINGDOM”"（全17公演）を行い、この年の「学園祭キング」になる。

2004年
- 2nd DVD『わくわくチャコールフェア2003をチャコールフィルターと観るDVD ～雨で濡れ濡れ注意報2003～2004への道～』発売。
- 日比谷野外大音楽堂にて"わくわくチャコールフェア2004"を開催。
- 4月6日にCLUB 24 YOKOHAMAにて"スプリンターツアー2 ファイナル 47都道府県ワンマン制覇記念ライヴ"を行う。
- 12thシングル「one Days」発売。
- 5thアルバム『CHARCOAL FILTER』発売。
- 渋谷公会堂にてライヴ"Re:HOME"を行う。
- 青山のカフェを貸し切り、デビュー5周年記念カフェ"chafé"を開店。
- Shibuya O-Eastにて"5th Anniversary Special Live Party"を開催。

2005年
- 3rd DVD『わくわくチャコールフェア2004をチャコールフィルターと酔うDVD ～日比谷の空も涙したカメラ壊れて山根も号泣の巻～』発売。
- 4th DVD『5th Anniversary Special Live Party at Shibuya O-East』発売。
- 日比谷野外大音楽堂にて"わくわくチャコールフェア2005"を開催。
- 『Gimme a light 2』をインディーズレーベルから5,000枚限定で発売。
- "Japan tour, 47"にて47都道府県を全て廻る。2度目の全都道府県制覇達成。

2006年
- 日本クラウン移籍第一作としてミニアルバム『心の来た道』発売。
- 5th DVD『わくわくチャコールフェア2005 ～積もる話をツモりながらCHARCOAL FILTERとテンション点棒あがるDVD & LIVE 2005』発売。
- 日比谷野外大音楽堂にて"わくわくチャコールフェア2006"を開催。
- 13thシングル「一人じゃとても歩けない世界の上で」発売。
- オムニバスアルバム『Gimme MUSIC』に参加。
- 6th DVD『「2006 心の行く道」ツアーファイナル 2006.5.27 SHIBUYA CLUB QUATTRO』発売。

2007年
- 1月10日 アルバム『Everything you know is wrong』発売。
- 3月に解散を発表
- 4月7日 日比谷野外大音楽堂にて"わくわくチャコールフェア2007 the final"を開催。
- 6月2日「CHARCOAL FILTER LAST event PARTY」DUO MUSIC EXCHANGE（渋谷）
- 6月13日 『The Best History of CHARCOAL FILTER』発売。
- 7月5～24日 CHARCOAL FILTER LAST TOUR “TheBesT”
- 7月25日 最後のオリジナルアルバム『素晴らしい日々へ』発売して解散した。

## レコード会社の変遷
所属レコード会社
- POWERPOP RECORDS.COM - 所属事務所傘下のレコード会社。1999年のメジャーデビューシングル「I start again」から、2000年のアルバム『Spiky』までを発売。
- 日本コロムビア - 2001年のシングル「はじけよう」から、2003年のDVD『CHARCOAL FILTER MEN SOUL』までの作品と、ベスト盤『C☆BEST+ Flying Hi-High』を発売（但し、ベスト盤はワーナーへ移籍後に発売された）。2002年10月から社名が「コロムビアミュージックエンタテインメント」に変更された。
- ワーナーミュージック・ジャパン - 2003年のシングル「やさしさライセンス/BY MY SIDE」から、2004年のアルバム『CHARCOAL FILTER』までを発売（前述の通り、ベスト盤のみコロムビアから発売）。
- 日本クラウン - アルバム『心の来た道』から『素晴らしい日々へ』までを発売。最後に所属していたレコード会社。

その他のレコード会社
- POWERPOP & Co. - 所属事務所。自主制作でライヴDVDを制作し、公式サイトやライヴ会場で限定販売している。また、インディーズ盤の『Gimme a light』、『Gimme a light 2』も同社からの発売。近年は「DAIJIMUSIC」というインディーズレーベルを創設し、CHARCOAL FILTERも参加したオムニバスアルバムや、小名川のソロ作品を発売している。
- エニックス - ゲームソフト製作・販売会社。8cmシングル「Tightrope」を発売（同時発売のアルバム『Spiky』はPOWERPOP RECORDS.COMから発売）。
- bariyoka.com - 九州のインディーズレーベル。2001年にシングル「絆」を発売した。

## 歴代プロデューサー
- 林部直樹 - 「はじけよう」のプロデュース及びアレンジを手掛けた。また、『The Best History of CHARCOAL FILTER』収録曲「手紙 ～Original Band Version～」の編曲も手掛けている。
- 土方隆行 - シングル「孤独な太陽」とアルバム『PANIC POP』、及び「Mother Blues」（シングル「卒業」カップリング）をアレンジ、プロデュースした。また、「手紙 （Acoustic Version）」（アルバム『PANIC POP』収録）のレコーディングではアコースティック・ギターを担当している。
- 亀田誠治 - シングル「卒業」からアルバム『CHARCOAL FILTER』まで、プロデューサーおよびアレンジャーとしてCD製作に参加した。『The Best History of CHARCOAL FILTER』収録曲「Answer」でも編曲を手掛けている。ベースを担当しているバンド「東京事変」のDVD『Dynamite in』には、楽屋を訪ねてきたCHARCOAL FILTERの声が収録されている。また、2005年の"わくわくチャコールフェア"にシークレットゲストとして登場し、「Kazematic」と「Party On!」にギターで参加した。この時の「Kazematic」の模様は、後に発売されたDVDにも収録されている。

## ディスコグラフィー

### シングル
|      | 発売日         | タイトル                          | 規格   |
| ---- | -------------- | --------------------------------- | ------ |
| 1st  | 1999年11月1日  | I start again                     | 12cmCD |
| 2nd  | 2000年2月2日   | Life goes on                      | 12cmCD |
| 3rd  | 2000年5月17日  | Don't miss it                     | 12cmCD |
| 4th  | 2000年6月21日  | Tightrope                         | 8cmCD  |
| 5th  | 2001年3月9日   | 絆                                | 12cmCD |
| 6th  | 2001年6月1日   | はじけよう                        | 12cmCD |
| 7th  | 2001年9月26日  | 孤独な太陽                        | 12cmCD |
| 8th  | 2002年1月30日  | 卒業                              | 12cmCD |
| 9th  | 2002年5月1日   | Brand-New Myself 〜僕にできること | 12cmCD |
| 10th | 2002年12月11日 | White winter song                 | 12cmCD |
| 11th | 2003年5月21日  | やさしさライセンス/BY MY SIDE     | 12cmCD |
| 12th | 2003年8月6日   | 虹                                | 12cmCD |
| 13th | 2004年7月22日  | one Days                          | 12cmCD |
| 14th | 2006年6月7日   | 一人じゃとても歩けない世界の上で  | 12cmCD |

### アルバム
|                | 発売日        | タイトル                            | 規格                 |
| -------------- | ------------- | ----------------------------------- | -------------------- |
| 1st            | 1999年9月17日 | Gimme a light                       | CD                   |
| 2nd            | 2000年6月21日 | Spiky                               | CD                   |
| 3rd            | 2001年11月1日 | PANIC POP                           | CD                   |
| 4th            | 2002年9月4日  | MADE IN Hi-High                     | CD                   |
| ベストアルバム | 2003年7月9日  | C☆BEST+ Flying Hi-High              | CD                   |
| 5th            | 2003年9月25日 | HAPPY SET                           | CD+DVD（初回盤）, CD |
| 6th            | 2004年9月23日 | CHARCOAL FILTER                     | CD                   |
| 7th            | 2005年5月11日 | Gimme a light 2                     | CD                   |
| 8th            | 2006年2月8日  | 心の来た道                          | CD                   |
| 9th            | 2007年1月10日 | Everything you know is wrong        | CD                   |
| ベストアルバム | 2007年6月13日 | The Best History of CHARCOAL FILTER | CD                   |
| 10th           | 2007年7月25日 | 素晴らしい日々へ                    | CD                   |

### DVD
|                      | 発売日        | タイトル | 規格     |
| -------------------- | ------------- | --- | -------- |
| ライブビデオ         | 2003年1月1日  | CHARCOAL FILTER MEN SOUL                                                                                     | DVD・VHS |
| ライブビデオ         | 2004年2月21日 | わくわくチャコールフェア2003をチャコールフィルターと観るDVD ～雨で濡れ濡れ注意報2003～2004への道～           | DVD      |
| ライブビデオ         | 2004年2月21日 | わくわくチャコールフェア2004をチャコールフィルターと酔うDVD ～日比谷の空も涙したカメラ壊れて山根も号泣の巻～ | DVD      |
| ライブビデオ         | 2005年3月18日 | 5th Anniversary Special Live Party at Shibuya O-East                                                         | DVD      |
| ライブビデオ         | 2006年3月18日 | わくわくチャコールフェア2005 ～積もる話をツモりながらCHARCOAL FILTERとテンション点棒あがるDVD & LIVE 2005～  | DVD      |
| ライブビデオ         | 2006年7月25日 | 「2006 心の行く道」ツアーファイナル 2006.5.27 SHIBUYA CLUB QUATTRO                                           | DVD      |
| ライブビデオ         | 2007年3月16日 | わくわくチャコールフェア2006 ～太鼓でドン・ドン・どんな"もんじゃ"で!振り返る & LIVE～                        | DVD      |
| ライブビデオ         | 2007年9月20日 | わくわくチャコールフェア2007 ～なくなくチャコールフェアfinal、やっぱり空も泣いた～                           | DVD      |
| ライブビデオ         | 2007年9月20日 | LAST TOUR "TheBesT"                                                                                          | DVD      |
| ミュージック・ビデオ | 2008年3月1日  | The best history of CHARCOAL FILTER Music Video                                                              | DVD      |

- この他、ファンクラブ会員限定で 『Team PHILTERスペシャル映像DVD』 が、上記DVDとセットで2005年と2006年に発売されている。

## 参加作品
Gimme MUSIC （2006年7月5日）
- 収録曲

#1 Brand-New Myself 2006　　作詞: 大塚雄三 / 作曲: 大塚雄三 / 編曲: CHARCOAL FILTER
#15 I'm looking for my place -2000-　　作詞: 大塚雄三 / 作曲・編曲: CHARCOAL FILTER

## タイアップ一覧
| 使用年 | 曲名                              | タイアップ                                                     |
| ------ | --------------------------------- | -------------------------------------------------------------- |
| 1999年 | Nineteen                          | GUNZE「ブーツにコレっ!」CMソング                               |
| 1999年 | Life goes on                      | フジテレビ系『笑楽園』オープニングテーマ                       |
| 2000年 | Don't miss it                     | 大塚ベバレジ「MATCH」CMソング                                  |
| 2000年 | Tightrope                         | テレビ東京系アニメ『幻想魔伝 最遊記』エンディングテーマ        |
| 2001年 | はじけよう                        | 大塚ベバレジ「MATCH」CMソング                                  |
| 2001年 | 孤独な太陽                        | TBS系『COUNT DOWN TV』2001年9月度エンディングテーマ            |
| 2001年 | Communication                     | 阪神高速道路公団「阪神高速工事キャンペーン」CMソング           |
| 2002年 | 卒業                              | テレビ神奈川『saku saku』 2002年1月度エンディングテーマ        |
| 2002年 | Brand-New Myself 〜僕にできること | 大塚ベバレジ「MATCH」CMソング                                  |
| 2002年 | I'm looking for my place          | 映画『BOM!』主題歌                                             |
| 2002年 | リビドー                          | 映画『BOM!』挿入歌                                             |
| 2002年 | Happy hungry days                 | ケンタッキーフライドチキン「夏のチキン・キャンペーン」CMソング |
| 2003年 | やさしさライセンス                | 大塚ベバレジ「MATCH」CMソング                                  |
| 2003年 | BY MY SIDE                        | 映画『略奪者』イメージソング                                   |
| 2003年 | 虹                                | TBS系『Pooh!』2003年8月度エンディングテーマ                    |
| 2004年 | one Days                          | アテネ五輪女子サッカー日本代表応援歌                           |
| 2006年 | 一人じゃとても歩けない世界の上で  | 中京テレビ・日本テレビ系『女優魂』エンディングテーマ           |
| 2007年 | 明日へ放て                        | テレビ神奈川『MUTOMAα』エンディングテーマ                      |
| 2007年 | Answer                            | テレビ神奈川『MUTOMAα』/『MUTOMA LIVE』エンディングテーマ      |

## ミュージックビデオ
| 監督       | 曲名 |
| 戸田宏一郎 | 「one Days」 |
| powerpop   | 「Answer」 |
| 山岸文彦   | 「明日へ放て」 |
| 山根真樹   | 「BY MY SIDE」「Happy hungry days」「White winter song」「one Days (LIVE Ver.)」「one Days (みんなの想いダイジェスト)」「やさしさライセンス」「一人じゃとても歩けない世界の上で」「世界の果て」「虹」 |
| 不明       | 「Brand-New Myself〜僕にできること」「DON'T MISS IT」「Life goes on」「はじけよう」「孤独な太陽」 |

## ライヴ・イベント
ワンマンライヴ・自主企画イベント
- 2000年
  - "Spiky night" （7月・8月） 全2公演
  - "Spread out GIG 20-21" （11月～2001年1月） 全4公演

- 2001年
  - "“弾” 前哨戦 in ライヴハウス" （4月） 全4公演
  - "Spark out GIG “弾”" （6月） 全3公演

- 2002年
  - "PANIC POP TOUR" （1月） 全6公演
  - "B.N.M. 02" （7月・8月） 全3公演
  - "Made in TOUR" & "TOUR the Hi-High" （11月） 全12公演

- 2003年
  - "スプリンターツアー" （2月～4月） 全25公演
  - "わくわくチャコールフェア2003" （4月5日）
  - "Hallin' Love" （7月・8月） 全7公演
  - "school party tour “KINGDOM” ～ラストダンスを踊っちゃえ!～ 『KINGDOM後夜祭』" （11月24日）
  - "スプリンターツアー2 ～Happy Set～" （12月～2004年3月） 全23公演

- 2004年
  - "わくわくチャコールフェア2004" （4月4日）
  - "スプリンターツアー2 ファイナル 47都道府県ワンマン制覇記念ライヴ" （4月6日）
  - "Re:HOME" （10月2日）
  - "5th Anniversary Special Live Party" （10月31日）
  - "ジュポ～ンツアー" （12月） 全10公演

- 2005年
  - "Japan tour, 47" （3月～7月） 全47公演
  - "わくわくチャコールフェア2005" （4月16日）
  - "Gimme a night" （6月～8月） 全4公演
  - "Gimme a 2006 The 忘年会" （12月30日）

- 2006年
  - "わくわくチャコールフェア2006" （4月8日）
  - "2006 心の行く道" （5月） 全8公演
  - "ONE MAN LIVE" （10月～2007年3月） 全6公演

その他のツアー
- "school party tour “KINGDOM”" （2003年5月～11月） 全17公演
- "ハイエースTOUR" （2005年10月～11月） 全23公演

大規模イベントへの出演
- "こんなのアリ～な!? アマゾン" (2003年8月16日)
- "ジョン・レノン音楽祭2003 Dream Power ジョン・レノン スーパー・ライヴ" (2003年10月2日) 小名川・大塚のみ
- "HIGHER GROUND 2006 前夜祭" （2006年7月28日）

## レギュラー番組

### テレビ
現在は全て放送終了
- TOKYO MX 「電リク! BEAT BOX!」
- TVK （現 tvk） 「saku saku」 番組内コーナー
  - 「CHARCOAL FILTERの裏リンピック」
  - 「大人の社会科見学」

### ラジオ
現在は全て放送終了
- Date fm 「CHARCOAL FILTERの今夜もイッパイイッパイ！」
- 九州朝日放送 「チャコフィル来福」
- CROSS FM 「Kyushu 好いとぉ～」
- 東海ラジオ 「CHARCOAL FILTERの "今日も安全日"」
- AIR-G' 「BEAT KIDS STREET」
- ニッポン放送 「学園カリスマファイト」
- ニッポン放送 「CHARCOAL FILTERのclub discovery」
- 東北放送 「CHARCOAL FILTER 安井佑輝のブラボー！レインボー！きんぴらゴボー！」
- fm fukuoka 「CHARCOAL FILTERの満福RADIO」
- Date fm 「CHARCOAL FILTER Treasure Hunt」

## 書籍
バンドスコア
- CHARCOAL FILTER Single Collection （小名川高弘責任監修 / シンコー・ミュージック）
- MADE IN Hi-High （小名川高弘責任監修 / シンコー・ミュージック）
- HAPPY SET （小名川高弘責任監修 / シンコー・ミュージック）
- CHARCOAL FILTER （小名川高弘責任監修 / シンコー・ミュージック）

## 影響を受けたバンド
- グリーン・デイ - 高校時代にコピーしていたアメリカのメロコアバンド。デビュー後も「2,000 Light Years Away」をカヴァーし、「Brand-New Myself ～僕にできること」のカップリングとして収録している。
- ウィーザー - メンバーが好きなバンドの一つ。ライヴの登場時にSEとして彼らの「Dope Nose」を流すのが定番となっている。
- ランシド - メンバーが好きなバンドの一つで、リハーサル時には必ず彼らの「Ruby Soho」を演奏する。数回ではあるが、ライヴでもこの曲を披露している。
- Hi-STANDARD - 一時期使用していた「Sweet dog」というバンド名は、Hi-STANDARDの「MY SWEET DOG」（1997年のアルバム『ANGRY FIST』に収録）から拝借したもの。

## 交友関係
- 唄人羽 - バンドぐるみで付き合いのある親友。「はじけよう」製作時には、本多哲郎にブルースハープを吹いてもらった。
- CAMEL WIZARD - 事務所の後輩。"Japan tour, 47"の対バン募集企画で知り合い、そのメロディーの美しさに感銘を受けた大塚が、POWERPOPに入るよう熱心に誘ったという。安井も「嫉妬するほど美しいメロディーを書く」と絶賛している。
- 小久保淳平 - レギュラーラジオ「CHARCOAL FILTERのclub discovery」（ニッポン放送）にて森山直太朗の「さくら」を共演。同番組のイベントにも参加。
- SHAKALABBITS - バンドぐるみで付き合いがあり、都内でのワンマンライヴ時には花を贈ってくれる。
- SHOGO - 175Rのヴォーカル。CHARCOAL FILTERのデビュー前からのファンと公言していて、『Gimme a light』も持っており、「Team PHILTER」の会員番号175番。「club discovery」出演時には、5人で「185R（チャコライダー）」を結成。
- 竹村哲 - SNAIL RAMPのヴォーカル＆ベースであり、インディーズレーベルSCHOOL BUS RECORDSの設立者。小名川が同レーベルにデモテープを送ったことがきっかけで、アマチュア時代にレーベル主催のイベントに出演させてもらった。
- 塚本高史 - 2004年にMATCHのCMに出演。自身のシングル「いつでも僕は」のカップリングで小名川が曲を、大塚が詞・曲を提供。
- ニューロティカ - "Japan tour, 47"の対バン募集企画に自ら応募し、熊谷公演に出演。そのことがきっかけで、CHARCOAL FILTERのファンクラブ会報にも登場している。
- ヒューマンロスト-バンドぐるみでの付き合いあり、ミニアルバム『book』の中の曲で小名川がギター＆アレンジをやっている。
- ビビアン・スー - 2000年にMATCHのCMで共演。ラジオ番組「学園カリスマファイト」（ニッポン放送）では、大塚と二人でパーソナリティを務めた。2003年には「Brand-New Myself ～僕にできること」を『決定愛你』として中国語でカヴァーした。
- ザ・ベイビースターズ - 唄人羽主催のイベントで知り合う。3バンドともライヴの最後に「せーの」でジャンプをするが、ファンクラブ会報にヴォーカルの田中明仁が登場した際、ジャンプはCHARCOAL FILTERが元祖で、唄人羽が真似をし、更にそれを見たベイビースターズも真似をしたと判明。元メンバーの浅見トマルは脱退後、小名川のサポートメンバーになっている。
- 増田ジゴロウ - レギュラーコーナーを持っていたTVK「saku saku」のMC（ぬいぐるみ）。大塚は黒幕（ジゴロウを動かす人物）から直接もらったジゴロウ人形を所有。
- ワカバ - NHK「ポップジャム」の楽屋で知り合い、ステージ用の衣裳をあまり持っていないという松井亮太に、大塚が私服のジャケットをプレゼント。当日の収録で早速着用していた。